# Chaupi Orco
Chaupi Orco − jeden ze szczytów pasma Cordillera Apolobamba (Andy), znajdujący się na granicy Peru i Boliwii.
Jego wysokość to 6044 m n.p.m.